# Катодная защита

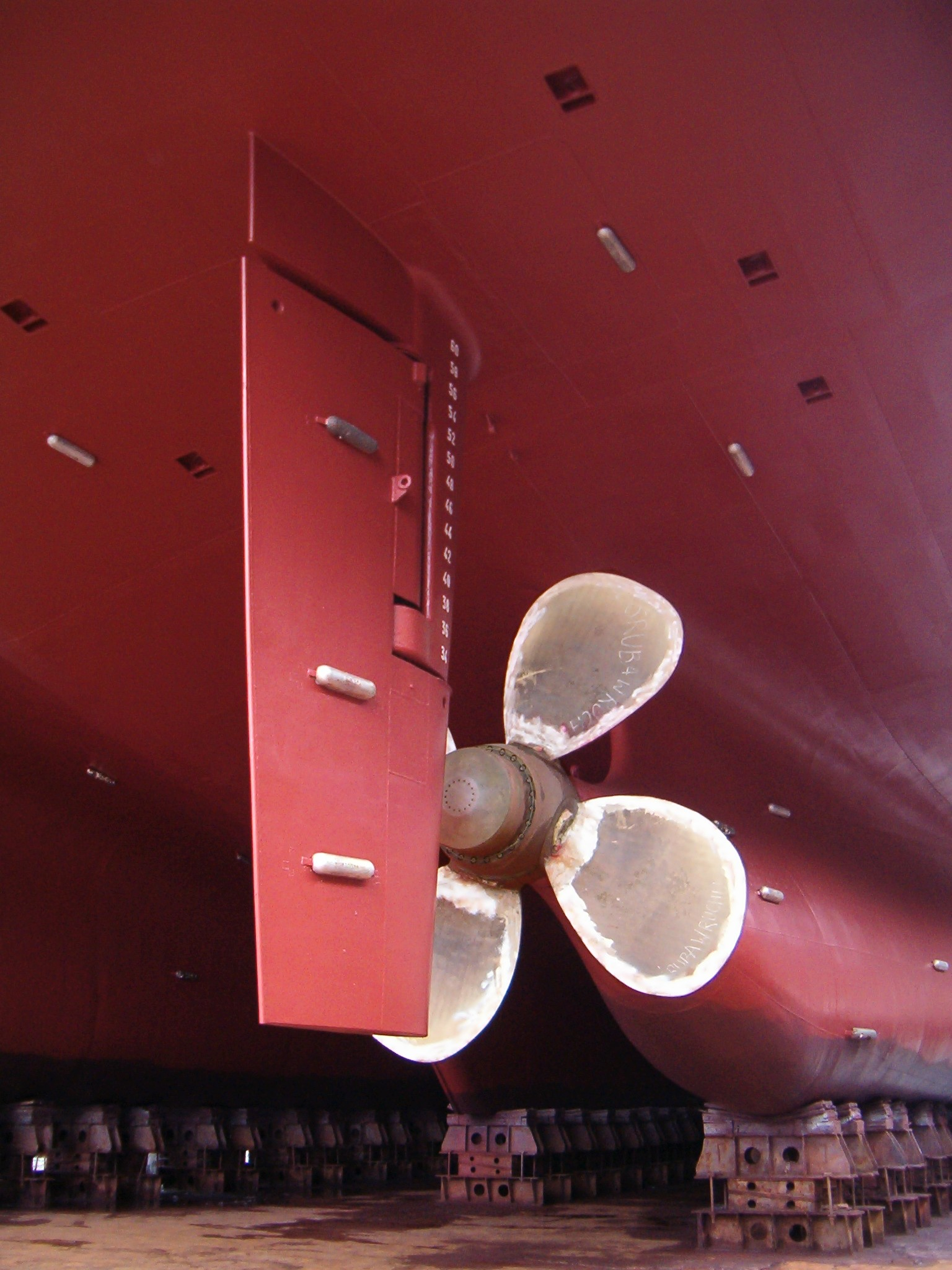
Катодная защита днища судна с использованием жертвенных анодов

Катодная защита — это электрохимическая защита от коррозии, основанная на наложении отрицательного потенциала на защищаемую деталь. Катодную защиту, как правило, совмещают с нанесением защитных покрытий.
Сдвиг потенциала защищаемого металлического объекта осуществляется с помощью внешнего источника постоянного тока (станции катодной защиты) или же соединением с протекторным анодом, изготовленным из металла, более электроотрицательного относительно защищаемого объекта. При этом поверхность защищаемого образца (детали конструкции) становится эквипотенциальной и на всех её участках протекает только катодный процесс (восстановление катионов). Обусловливающий коррозию анодный процесс перенесён на вспомогательные электроды. Отсюда названия — жертвенный анод, жертвенный электрод. Если, однако, сдвиг потенциала в отрицательную сторону превысит определённое значение, возможна так называемая перезащита, связанная с выделением водорода, изменением состава приэлектродного слоя и другими явлениями, что может привести к деградации защитного (изоляционного) покрытия и протеканию процесса стресс-коррозии катодно защищаемого объекта.

## История открытия
Катодная защита была впервые описана сэром Гемфри Дэви в серии докладов, представленных Лондонскому королевскому обществу по развитию знаний о природе в 1824 году. После продолжительных испытаний впервые катодную защиту применили в 1824 г. на судне HMS Samarang. Анодные протекторы из железа были установлены на медную обшивку корпуса судна ниже ватерлинии, что значительно снизило скорость корродирования меди. Медь, корродируя, высвобождает ионы меди, которые обладают антиобрастающим эффектом. В связи с чрезмерным обрастанием корпуса и снижением эффективности корабля Королевский военно-морской флот Великобритании принял решение отказаться от протекторной защиты, чтобы получить преимущества от антифоулингового эффекта вследствие корродирования меди.

## Применение
Катодная защита широко применяется для защиты от коррозии наружной поверхности:
- больших металлоемких объектов энергетического комплекса, таких как подземные и наземные магистральные и промысловые трубопроводы нефти, газа и нефтепродуктов, тепловые сети, крупные резервуары и т. д. В случае невозможности или нецелесообразности применения катодной защиты для защиты от коррозии небольших объектов может применяться протекторная защита.
- металлических свайных фундаментов в грунте.
- морских причалов, оснований нефтегазовых платформ, опор мостов или любых других металлических конструкций в морской воде, причём для разных зон контакта сооружения с морской водой (зона переменного смачивания, зона полного погружения и зона погружения в морской грунт) необходимо применять разные технические решения по катодной защите.
- судов от коррозии в морской воде (преимущественно протекторная защита).
- стальной арматуры в железобетоне для свай, фундаментов, дорожных сооружений (в том числе горизонтальных покрытий) и зданий.

Не очень известным, но очень эффективным способом электрохимической защиты от коррозии является катодная защита внутренней поверхности трубопроводов и резервуаров (сосудов) любой ёмкости и назначения, имеющих контакт с агрессивным водным электролитом (промышленными сточными водами или просто водой с высоким содержанием минеральных солей и кислорода). В этом случае применение катодной защиты позволяет продлить срок безремонтной эксплуатации объекта в несколько раз.

## Побочный эффект
Основным вредным последствием работы систем катодной защиты подземных сооружений (преимущественно трубопроводов), возникающим вследствие ошибок при проектировании и строительстве подобных систем, может быть ускоренная электрокоррозия (коррозия блуждающими токами) соседних с защищаемым металлических объектов. Для ее предотвращения обычно используется дренажная защита при помощи устройств с источником наложенного (принудительного) тока и устройств без источника тока (поляризованный дренаж).

## Стандарты
- DNV-RP-B401 — Cathodic Protection Design — Det Norske Veritas
- EN 12068:1999 — Cathodic protection. External organic coatings for the corrosion protection of buried or immersed steel pipelines used in conjunction with cathodic protection. Tapes and shrinkable materials
- EN 12473:2000 — General principles of cathodic protection in sea water
- EN 12474:2001 — Cathodic protection for submarine pipelines
- EN 12495:2000 — Cathodic protection for fixed steel offshore structures
- EN 12499:2003 — Internal cathodic protection of metallic structures
- EN 12696:2000 — Cathodic protection of steel in concrete
- EN 12954:2001 — Cathodic protection of buried or immersed metallic structures. General principles and application for pipelines
- EN 13173:2001 — Cathodic protection for steel offshore floating structures
- EN 13174:2001 — Cathodic protection for harbour installations
- EN 13509:2003 — Cathodic protection measurement techniques
- EN 13636:2004 — Cathodic protection of buried metallic tanks and related piping
- EN 14505:2005 — Cathodic protection of complex structures
- EN 15112:2006 — External cathodic protection of well casing
- EN 50162:2004 — Protection against corrosion by stray current from direct current systems
- BS 7361-1:1991 — Cathodic Protection
- NACE SP0169:2007 — Control of External Corrosion on Underground or Submerged Metallic Piping Systems
- NACE TM 0497 — Measurement Techniques Related to Criteria for Cathodic Protection on Underground or Submerged Metallic Piping Systems
- ГОСТ 26251-84 — Протекторы для защиты от коррозии. Технические условия
- ГОСТ 9.056-75 — Единая система защиты от коррозии и старения. Стальные корпуса кораблей и судов. Общие требования к электрохимической защите при долговременном стояночном режиме
- ГОСТ Р 51164-98 — Трубопроводы стальные магистральные. Общие требования к защите от коррозии
- ГОСТ 9.602-2016 — Единая система защиты от коррозии и старения. Сооружения подземные. Общие требования к защите от коррозии
- ГОСТ 9.609-2024 Единая система защиты от коррозии и старения. Электрохимическая защита стальных портовых сооружений (ввод с 01.07.2025)
- ГОСТ 9.101 — 2002 Единая система защиты от коррозии и старения. Основные положения